# Cho Yong-Chul
Cho Yong-Chul, född den 7 maj 1961, är en sydkoreansk judoutövare.
Han tog OS-brons i herrarnas tungvikt i samband med de olympiska judotävlingarna 1984 i Los Angeles.
Han tog OS-brons igen i samma viktklass i samband med de olympiska judotävlingarna 1988 i Seoul.